# Lac Wood
Pour les articles homonymes, voir Wood.
Le lac Wood, ou Wood Lake en anglais, est un lac de Colombie-Britannique, au Canada.

## Présentation
De 9 km2 de superficie, il est à 392 m d'altitude. Son périmètre est de 13,5 km, tandis que sa profondeur moyenne est de 21,5 m, et sa profondeur maximale de 34 m.
La fluctuation annuelle du niveau de l'eau est de 1,2 m. Il y a quatre plages autour du lac.